# Skaryfikacja (medycyna)

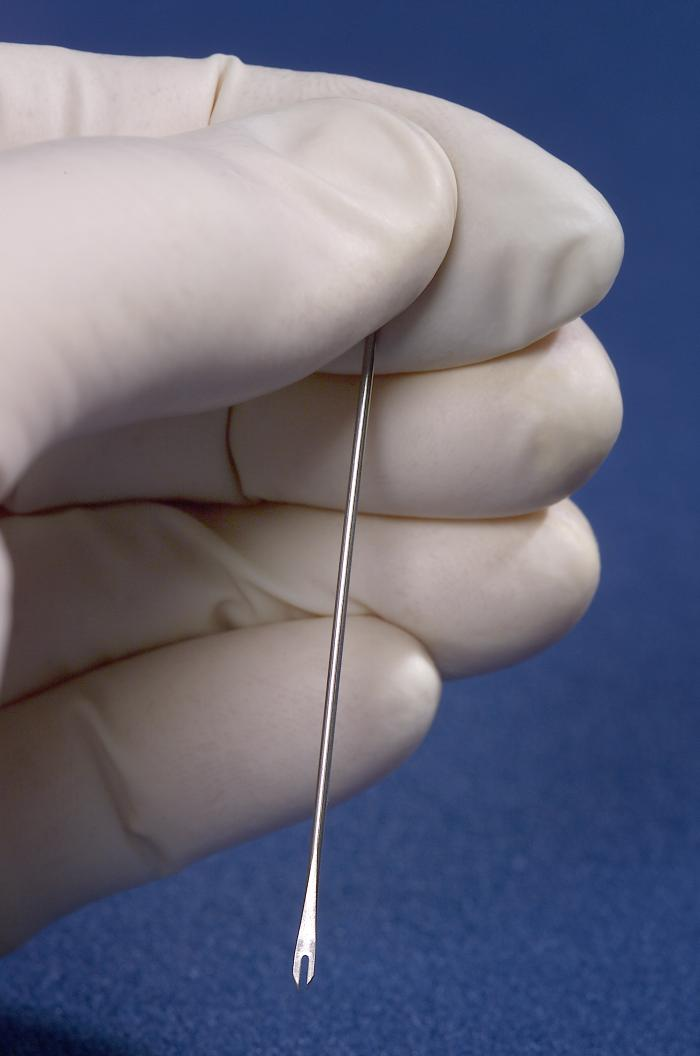
Skaryfikator medyczny

Skaryfikacja, metoda zadraśnięcia naskórka – zadraśnięcie naskórka skaryfikatorem bez wywołania krwawienia i wprowadzenie szczepionki. Zależnie od celu skaryfikacji wprowadza się szczepionki profilaktyczne lub diagnostyczne (przede wszystkim w alergologii i dermatologii).